# الفضل بن يعقوب بن فرازة
الفضل بن يعقوب بن فزارة (نشط في القرن التاسع الميلادي) كان قائدًا وحاكمًا أغلبيًا لصقلية. أُرسله مؤقتًا في عام 835 أمير القيروان زيادة الله بعد مقتل الحاكم أبو فهر محمد..
واصل الفضل بن يعقوب التكتيك العربي بالهجوم عدة أماكن في وقت واحد في كر وفر. ومن المعروف أنه قام بغارتين، واحدة على سرقوسة، والأخرى بالقرب من كاستروجيوفاني (تُسمى اليوم إنا) حيث هزم أيضًا حاكمًا بيزنطيًا. في عام 835، استجاب الإمبراطور البيزنطي ثيوفيلوس (829-842) للوضع المتدهور في صقلية وأرسل الأسطول الإمبراطوري، ولكن الأغالبة حلوا محل فضل بن يعقوب في أيلول 835 وأرسلوا حاكمًا جديدًا، أبو الأغلب إبراهيم بن عبد الله بن الأغلب، ابن عم أمير القيروان زيادة الله وشقيق الحاكم السابق أبو فهر محمد.
هناك أخبار عن الفضل في العام التالي، في عام 836، عندما قاد جيشًا عربيًا هاجم بعض الجزر المجاورة على طول الساحل التيراني، وعلى الأرجح الجزر الإيولية، واستولى على قلعة، ربما تينداري، قبل أن يعود منتصرًا إلى باليرمو.

## ملحوظات
1. 1 2 3
2. ↑  Salierno, Vito (2006). I musulmani in Italia, secoli IX-XIX (بالإيطالية). Capone. p. 31. ISBN:978-88-8349-080-4. Archived from the original on 2023-11-03.
3. 1 2  Tobias, Norman (2007). Basil I, Founder of the Macedonian Dynasty: A Study of the Political and Military History of the Byzantine Empire in the Ninth Century (بالإنجليزية). Edwin Mellen Press. p. 186. ISBN:978-0-7734-5405-7. Archived from the original on 2023-11-03.

## فهرس
- Amari, Michele (1854). Storia dei Musulmani di Sicilia (بالإيطالية). F. Le Monnier. Archived from the original on 2023-11-02.
- Sanfilippo, Pietro (1859). Compendio della storia di Sicilia (بالإيطالية). Fratelli Pedone Lauriel.